# 華麗なる復讐 (映画)
『華麗なる復讐』（かれいなるふくしゅう、原題：Dio, sei proprio un padreterno!、英題：Gangster Story）は、1974年公開のイタリア/フランス映画。CIC配給。イタリアのある港町でのフランキー・ディオメーデ（L・V・クリーフ）率いるマフィアと、アンニュチアータ（J・ロシュフォール）率いる新興勢力との間の抗争の中で芽生えた男たちの友情を描く。

## スタッフ
- 監督：ミケーレ・ルーポ
- 製作：ディノ・デ・ラウレンティス
- 脚本：ルチアーノ・ヴィンチェンツォーニ、セルジオ・ドナーティ、ニコラ・バダルッコ
- 撮影：アルド・トンティ、アリスティデ・マッサチェージ
- 音楽：リズ・オルトラーニ

## キャスト
- リー・ヴァン・クリーフ
- トニー・ロビアンコ
- エドウィジュ・フェネシュ
- ジャン・ロシュフォール
- ファウスト・トッツィ
- シルヴァーノ・トランクィッリ